# Hermann Zwanzig

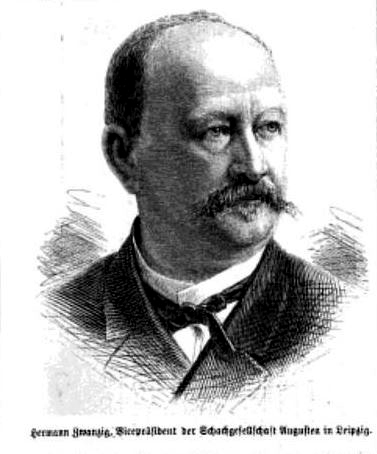
Hermann Zwanzig

Rudolph Julius Hermann Zwanzig (* 1. Mai 1837 in Mücheln in der Neumark; † 6. Januar 1894 in Gera) war ein deutscher Schachfunktionär. Er war erster (und einziger) Generalsekretär des 1877 gegründeten Deutschen Schachbundes und bis zu seinem Tod im Amt.

## Leben
Hermann Zwanzig wurde als Sohn von Gottfried August Zwanzig und Johanna Rosina Friedericke Kunnsel am 1. Mai 1837 in Mücheln in der Neumark geboren. Am 22. Juni 1868 heiratete er Katharine Christiane Loewer (* 24. Januar 1849). Die Ehe blieb kinderlos.
Hermann Zwanzig war Kaufmann von Beruf und handelte mit Spitze. Diese Tätigkeit zwang ihn zu vielen Reisen in Deutschland, bei denen er auch viele Schachvereine kennenlernte, die er zum Beitritt zum neugegründeten Deutschen Schachbund aufforderte. Zwanzig selbst war Mitglied des Leipziger Schachvereins Augustea und dessen Kassierer.
Am 6. Januar 1894 verstarb Zwanzig auf einer Geschäftsreise in Gera wahrscheinlich an einem Herzinfarkt.

## Deutscher Schachbund
Hermann Zwanzig gehörte am 18. Juli 1877 in Leipzig zu den aktivsten Gründungsmitgliedern des Deutschen Schachbundes (DSB). Er wurde mit der Leitung des Bundes beauftragt und auf Lebenszeit zum Generalsekretär gewählt. Auf dem ersten DSB-Kongress am 15. Juli 1879 in Leipzig wurden die von ihm mitbearbeiteten Statuten des Deutschen Schachbundes verabschiedet.
Den Deutschen Schachbund leitete Zwanzig nahezu im Alleingang. Siegbert Tarrasch veranlasste dies im Deutschen Wochenschach nach Zwanzigs Tod zu folgenden Worten: "Bisher war Zwanzig Alles: Vorsitzender, Schatzmeister, Schriftführer, Kongressleiter. ... Dieses ungeheuerliche Verhältnis muss aufhören. Nicht Einer muß Alles thun, sondern die einzelnen Funktionen müssen vertheilt werden". Der Wandel vom alleinherrschenden Generalsekretär zum mehrköpfigen Vorstand gelang aber erst nach 1900.
Nachfolger von Zwanzig wurde Max Lange, der zunächst interimistisch die Leitung übernahm.

## Turnierorganisator
Zwanzig war bekannt als Organisator von Schachturnieren. So leitete der Leipziger unter anderem in Berlin vom 21. bis zum 26. Juli 1890 das Turnier der Vereinigung Deutscher Schachmeister. Theodor von Scheve, der Vorsitzende der Vereinigung, war von Zwanzigs Arbeit so begeistert, dass er den DSB-Generalsekretär zum Ehrenmitglied ernannte.

## Sonstiges
In Berlin gab es um 1911 einen Schachklub mit dem Namen von Hermann Zwanzig.